# The Vault: Old Friends 4 Sale
The Vault: Old Friends 4 Sale è un album compilation del cantante e musicista statunitense Prince, pubblicato nel 1999 dall'etichetta Warner Bros. Records. Contiene materiale registrato dal 1985 al 1996 è stato pubblicato dalla Warner Bros. Records senza la sua cooperazione, e nello stesso anno del suo album Rave Un2 the Joy Fantastic pubblicato dalla Arista Records. I fan si lamentarono spesso di come le canzoni fossero sovraprodotte e annacquate rispetto alle versioni originali che possono essere ascoltate sui vari bootleg, in particolare Old Friends 4 Sale. Non molta promozione è stata fatta negli Stati Uniti o nel Regno Unito per sostenere l'album; tuttavia, Extraordinary è stata talvolta eseguita durante il suo One Nite Alone... Tour.

## Tracce
1. The Rest of My Life – 1:40
2. It's About That Walk – 4:26
3. She Spoke 2 Me – 8:20
4. 5 Women – 5:13
5. When the Lights Go Down – 7:11
6. My Little Pill – 1:09
7. There Is Lonely – 2:29
8. Old Friends 4 Sale – 3:27
9. Sarah – 2:53
10. Extraordinary – 2:28

## Classifiche
| Classifica (1999) | Posizione massima |
| ----------------- | ----------------- |
| Austria           | 40                |
| Belgio (Fiandre)  | 31                |
| Francia           | 64                |
| Germania          | 44                |
| Paesi Bassi       | 15                |
| Regno Unito       | 47                |
| Stati Uniti       | 85                |
| Stati Uniti (R&B) | 27                |
| Svizzera          | 21                |